# آوردون
آوردون (به فرانسوی: Averdon) یک کمون در فرانسه است که در canton of Herbault واقع شده‌است. آوردون ۲۹٫۱۴ کیلومتر مربع مساحت دارد ۱۱۰ متر بالاتر از سطح دریا واقع شده‌است.